# The Australian/Vogel irodalmi díj
A The Australian/Vogel irodalmi díj (angolul: The Australian/Vogel Literary Award) egy irodalmi díj Ausztráliában, melyet olyan 35 évnél fiatalabb ausztrál írók kaphatnak, akik kézirata még nem lett kiadva. Az ehhez járó pénzdíj jelenleg 20 000 ausztrál dollár, ami azt jelenti, hogy ez a leggazdagabb és legrangosabb, kiadatlan kéziratért járó irodalmi díj Ausztráliában. A verseny feltétele az, hogy a győztes végül az „Allen and Unwin” kiadónál adja ki könyvét.
A díjat 1979-ben kezdeményezte Niels Stevns, amely végül a The Australian újság, az Allen & Unwin kiadó és a Stevns & Company Pty Ltd közreműködésével jöhetett létre. Stevns nevezte el a díjat, tisztelegve a svájci természetgyógyász Alfred Vogel előtt.

## Díjazottak
- 2022 – Nell Pierce, A Place Near Eden
- 2021 – Emma Batchelor, Now That I See You
- 2020 – K. M. Kruimink, A Treacherous Country
- 2019 – Nem adtak át díjat.
- 2018 – Emily O'Grady, The Yellow House
- 2017 – Marija Peričić, The Lost Pages
- 2016 – Katherine Brabon, The Memory Artist
- 2015 – Murray Middleton, When There’s Nowhere Else to Run
- 2014 – Christine Piper, After Darkness
- 2013 – Nem adtak át díjat.
- 2012 – Paul D. Carter, Eleven Seasons
- 2011 – Rohan Wilson, The Roving Party
- 2009 – Kristel Thornell, Night Street valamint Lisa Lang, Utopian Man
- 2008 – Andrew Croome, Document Z
- 2007 – Stefan Laszczuk, I dream of Magda
- 2006 – Belinda Castles, The River Baptists
- 2005 – Andrew T. O'Connor, Tuvalu
- 2004 – Julienne van Loon, Road Story
- 2003 – Nicholas Angel, Drown Them in the Sea valamint Ruth Balint, Troubled Waters
- 2002 – Danielle Wood, The Alphabet of Light and Dark
- 2001 – Sarah Hay, Skins valamint Catherine Padmore, Sibyl's Cave
- 2000 – Stephen Gray, The Artist is a Thief
- 1999 – Hsu-Ming Teo, Love and Vertigo
- 1998 – Jennifer Kremmer, Pegasus in the Suburbs
- 1997 – Eva Sallis, Hiam
- 1996 – Bernard Cohen, The Blindman's Hat
- 1995 – Richard King, Kindling Does For Firewood
- 1994 – Darren Williams, Swimming In Silk
- 1993 – Helen Demidenko, The Hand That Signed The Paper
- 1992 – Fotini Epanomitis, The Mule's Foal
- 1991 – Andrew McGahan, Praise
- 1990 – Gillian Mears, The Mint Lawn
- 1989 – Mandy Sayer, Mood Indigo
- 1988 – Tom Flood, Oceana Fine
- 1987 – Jim Sakkas, Ilias
- 1986 – Robin Walton, Glace Fruits
- 1985 – Nem adtak át díjat
- 1984 – Kate Grenville, Lilian's Story
- 1983 – Jenny Summerville, Shields Of Trell
- 1982 – Brian Castro Birds of Passage valamint Nigel Krauth, Matilda, My Darling
- 1981 – Chris Matthews (writer), Al Jazzar valamint Tim Winton, An Open Swimmer
- 1980 – Archie Weller, The Day Of The Dog (Weller kezdetben második volt Paul Radley mögött, akit azonban kizártak miután bevallotta, hogy a kézirat saját nagybátyjától származik, aki viszont már elmúlt 35.)[2]

## Lásd még
- Irodalmi díjak listája
- Ausztrál irodalom